# Conseil économique de l'Arctique
 (juillet 2021).
La mise en forme du texte ne suit pas les recommandations de Wikipédia : il faut le « wikifier ».
Les points d'amélioration suivants sont les cas les plus fréquents :
- Les titres sont pré-formatés par le logiciel. Ils ne sont ni en capitales, ni en gras.
- Le texte ne doit pas être écrit en capitales (les noms de famille non plus), ni en gras, ni en italique, ni en « petit »…
- Le gras n'est utilisé que pour surligner le titre de l'article dans l'introduction, une seule fois.
- L'italique est rarement utilisé : mots en langue étrangère, titres d'œuvres, noms de bateaux, etc.
- Les citations ne sont pas en italique mais en corps de texte normal. Elles sont entourées par des guillemets français : « et ».
- Les listes à puces sont à éviter, des paragraphes rédigés étant largement préférés. Les tableaux sont à réserver à la présentation de données structurées (résultats, etc.).
- Les appels de note de bas de page (petits chiffres en exposant, introduits par l'outil «  Source ») sont à placer entre la fin de phrase et le point final[comme ça].
- Les liens internes (vers d'autres articles de Wikipédia) sont à choisir avec parcimonie. Créez des liens vers des articles approfondissant le sujet. Les termes génériques sans rapport avec le sujet sont à éviter, ainsi que les répétitions de liens vers un même terme.
- Les liens externes sont à placer uniquement dans une section « Liens externes », à la fin de l'article. Ces liens sont à choisir avec parcimonie suivant les règles définies. Si un lien sert de source à l'article, son insertion dans le texte est à faire par les notes de bas de page.
- La présentation des références doit suivre les conventions bibliographiques. Il est recommandé d'utiliser les modèles {{Ouvrage}}, {{Chapitre}}, {{Article}}, {{Lien web}} et/ou {{Bibliographie}}. Le mode d'édition visuel peut mettre en forme automatiquement les références.
- Insérer une infobox (cadre d'informations à droite) n'est pas obligatoire pour parachever la mise en page.

Pour une aide détaillée, merci de consulter Aide:Wikification.
Si vous pensez que ces points ont été résolus, vous pouvez retirer ce bandeau et améliorer la mise en forme d'un autre article.
Le Conseil économique de l'Arctique (CEA) est une organisation internationale indépendante d'entreprises qui travaillent dans le territoire de  l'Arctique. Le CEA a pour but de faciliter le développement économique durable dans la région et représente la perspective des entreprises sur la durabilité afin que les besoins en matière de développement et d'environnement soient satisfaits de manière équitable. Le CEA est la seule organisation commerciale régionale de l'Arctique et compte parmi ses membres les huit États arctiques.
Au sein de ses groupes de travail, le Conseil étudie les meilleures conditions-cadres qui permettraient de soutenir le développement des entreprises et d'attirer des investissements dans l'Arctique de manière responsable et au bénéfice des économies et des populations locales. Sur cette base, le CEA fournit les meilleurs conseils disponibles aux acteurs politiques concernés, y compris le Conseil de l'Arctique. Le CEA fournit également un réseau aux entreprises par le biais de ses groupes de travail et communique au grand public les opportunités commerciales que la région a à offrir.
Le CEA a été fondée le 2 septembre 2014 à Iqaluit, au Nunavut, Canada. Son siège social est basé à Tromsø, en Norvège. Les membres du conseil sont à la fois des entreprises multinationales (EMN) et des petites et moyennes entreprises (PME) basées et/ou opérant dans la région arctique, ainsi que des organisations autochtones en tant que participants permanents.

## Histoire
L'histoire du CEA est étroitement liée - mais indépendante - à celle du Conseil de l'Arctique (CA). Le CA, dont les deux principaux domaines d'intérêt sont la protection de l'environnement et le développement durable, a reconnu le manque de perspective des entreprises sur ces questions. La réunion ministérielle du CA, qui s'est tenue en mai 2013 à Kiruna, a reconnu le rôle central des entreprises dans le développement de l'Arctique et s'est penchée sur le manque de communication avec le monde des affaires régional. Le Conseil de l'Arctique a donc appelé à la création d'un forum où les habitants et les entreprises commerciales du Nord pourraient partager des idées, des solutions et échanger les meilleures pratiques en ce qui concerne la responsabilité sociale des entreprises, les partenariats public-privé (PPP), la résilience des communautés et le renforcement des capacités des populations de l'Arctique.
Aujourd'hui, le CEA est une organisation commerciale indépendante qui fonctionne grâce aux cotisations de ses membres. La fondation officielle du CEA a eu lieu à Iqaluit, au Nunavut (Canada), les 2 et 3 septembre 2014. Le siège du Conseil économique de l'Arctique a été inauguré par le ministre norvégien des Affaires étrangères, Børge Brende, et par le chef du comité exécutif du Conseil de l’époque, Tara Sweeney, le 8 septembre 2015 à Tromsø, en Norvège.
Jusqu'à présent, le CEA a eu deux directeurs. Le directeur actuel est Mads Qvist Frederiksen.

## Mission
Le Conseil économique de l'Arctique a été créé pour faciliter les opportunités d'affaires, le commerce et les investissements d'une manière équitable, inclusive et respectueuse de l'environnement. Il favorise la coopération commerciale transfrontalière et attire les investissements dans le Grand Nord en développant les liens commerciaux entre l'Arctique et l'économie mondiale.
Parallèlement, il recueille et diffuse les meilleures pratiques, que ce soit par le biais de solutions technologiques ou de la création de normes commerciales. En outre, le CEA aide les petites et moyennes entreprises, y compris celles des communautés autochtones, à prendre part au dialogue économique et commercial de l'Arctique.
Pour ce faire, le CEA procède dans les secteurs suivants :
- Les infrastructures et les questions connexes, y compris le transport maritime, les communications et l'informatique, et l'aviation ;
- L'énergie, y compris le pétrole, le gaz et les énergies renouvelables ;
- L'exploitation minière ;
- Le tourisme
- L'économie bleue ; et
- Les investissements dans les ressources humaines et le renforcement des capacités[11].

Le CEA travaille avec une série de parties intéressées. Parmi elles, citons l'Union européenne, l'Organisation maritime internationale, le Conseil de l'Arctique, the University of the Arctic (UArctic), le Forum économique mondial, le Wilson Center, ou bien encore l'Institut coréen pour la recherche polaire (KOPRI). Depuis près de dix ans, le CEA a contribué à mettre en évidence le rôle du développement économique durable et des entreprises dans l'Arctique.

## Membres et Structure

### Membres
Le CEA est composé de plus de trente cinq entreprises membres, issues des huit États arctiques (Canada, États-Unis, Danemark, y compris les îles Féroé et le Groenland, Islande, Norvège, Suède, Finlande et Russie). Il compte également des membres issus d'États non arctiques (France, Grèce, Suisse) et d'organisations de participants permanents (l'Association internationale des Aléoutes (AIA), le Conseil circumpolaire inuit (CCI), le Conseil arctique des Athabaskans (CAA) et l'Association russe des peuples autochtones du Nord (RAIPON). Les membres du Conseil sont tous des représentants d'entreprises. Ceux-ci sont divisés en trois catégories:
- les "Legacy Members", qui ont le droit de vote[15] ;
- les "Arctic Partners", composés de représentants d'entreprises des États arctiques et des États non-arctiques[15].
- les "Permafrost Partners", qui représentent les PME de l'Arctique[15].

Les multinationales, ainsi que les petites et moyennes entreprises, peuvent devenir membres du CEA, pour autant qu'elles opèrent dans la région arctique.

### Structure

#### Comité exécutif
Le Comité exécutif (CE) est un organe décisionnel, composé normalement de quatre représentants et du président du CEA, qui oriente les travaux du Conseil. Les membres du CE représentent des entreprises basées dans les États arctiques ainsi que des organisations autochtones. Le CE est actuellement présidé par la Russie et les autres membres sont le président sortant (Islande), le président entrant (Norvège), un membre supplémentaire (Finlande)  et un représentant de l'Association internationale des Aléoutes.

#### Secrétariat et siège
Le siège de Tromsø fournit un soutien administratif et organisationnel au Conseil. Il gère également la communication, la sensibilisation et organise des évènements de mise en réseau. Il est dirigé par le directeur et partage les locaux de la Confédération des entreprises norvégiennes (NHO Arctic).

#### Présidence
La présidence du CEA change tous les deux ans d'un État arctique à un autre, à l'instar de la présidence du Conseil de l'Arctique. Pour la période 2021-2023, la Russie préside le Conseil. En mai 2023, la Norvège prend la relève de la présidence.
| Période   | Pays                  | Présidence        | Entreprise                        |
| --------- | --------------------- | ----------------- | --------------------------------- |
| 2015-2017 | Etats-Unis d'Amérique | Tara Sweeney      | Arctic Slope Regional Cooperation |
| 2017-2019 | Finlande              | Tero Vauraste     | ICEYE                             |
| 2019-2021 | Islande               | Heiðar Guðjónsson | Sýn hf (Vodafone)                 |
| 2021-2023 | Russie                | Evgeny Ambrosov   | Novatek                           |
| 2023-2025 | Norvège               | Inger Johnsen     | Troms Kraft                       |

## Fonctionnement

### Groupes de travail
Les 2 et 3 septembre 2014, les cinq groupes de travail (GT) ont été mis en place pour conceptualiser, développer des projets, fournir un financement et un soutien administratif, et rendre compte au CEA de leurs progrès. Les groupes de travail (GT) représentent différents clusters industriels. Les groupes de travail peuvent changer au fil du temps en fonction de leur mandat. Les groupes de travail actuels sont les suivants :
- Le groupe de travail sur le transport maritime se concentre sur la collecte et l'échange d'informations sur le trafic maritime national et international dans l'Arctique, sur les réglementations l'encadrant, ainsi que sur le développement et le statut de la cartographie hydrographique[18].
- Le groupe de travail sur les investissements et les infrastructures se concentre sur le renforcement des directives en matière d'investissement responsable et sur la croissance économique dans la région arctique[19].
- Le groupe de travail sur le développement responsable des ressources se concentre sur l'étude des défis et des facteurs d'investissement pour l'exploration et le développement des ressources naturelles dans l'Arctique[20].
- Le groupe de travail sur la connectivité évalue différentes solutions technologiques et infrastructurelles pour connecter les régions les plus éloignées de l'Arctique au reste du monde afin de stimuler la croissance économique de la région[21]. Le groupe de travail sur la connectivité a élaboré une matrice d'investissement pour les investisseurs dans l'Arctique[22].
- Le groupe de travail sur l'économie bleue facilite la création d'une alliance pan-arctique de clusters océaniques afin de tirer parti des connaissances, de l'expertise et des instruments de financement dans toute la région pour accélérer le développement de produits et la croissance économique dans ce secteur.

### Relation avec le Conseil de l'Arctique
Le Secrétariat du Conseil économique de l'Arctique et le Secrétariat du Conseil de l'Arctique sont tous deux situés à Tromsø, en Norvège. Cette proximité offre de plus grandes possibilités de coopération. La relation actuelle entre le Conseil économique arctique et le Conseil de l'Arctique repose sur un protocole d'accord signé en mai 2019, à Rovaniemi, en Finlande,. Ce document est le résultat de la déclaration de Fairbanks de 2017, qui mentionne à plusieurs reprises le Conseil économique arctique. Dans le mémorandum, les ministres des États arctiques ont souhaité une plus grande coopération entre les deux institutions afin de "renforcer le développement économique responsable et de créer des partenariats pour les questions d'intérêt commun et le renforcement des capacités des habitants de l'Arctique".
La première réunion conjointe entre le CEA et le CA s'est tenue à Reykjavik, en Islande. La réunion s'est concentrée sur "le transport maritime et l'économie bleue, la connectivité des télécommunications, le développement responsable des ressources et l'intégration de la biodiversité, ainsi que sur les investissements responsables et la responsabilité sociale des entreprises". Ensuite, les experts des groupes de travail du CA ont participé aux réunions des groupes de travail du CEA.
Le 20 mai 2021, le Conseil de l'Arctique a publié un plan stratégique pour la période 2021-2030. L'un des objectifs du plan stratégique est de renforcer la coopération entre les deux Conseils.
| Document               | Organisation                                              | Année |
| ---------------------- | --------------------------------------------------------- | ----- |
| Protocole d'accord MoU | Forum des Maires de l'Arctique                            | 2024  |
| Protocole d'Accord MoU | Consortium Coréen de Recherche sur l'Arctique (KoARC)     | 2023  |
| Protocole d'Accord MoU | Comité de Saint-Pétersbourg pour les affaires arctiques   | 2021  |
| Protocole d'Accord MoU | Comité Permanent des Parlementaires de la région Arctique | 2021  |
| Protocole d'Accord MoU | Conseil de l'Arctique                                     | 2019  |
| Protocole d'Accord MoU | University of the Arctic                                  | 2018  |

### Relation avec le Forum économique mondial
Les travaux du CEA s'appuient sur le Protocole d'investissement dans l'Arctique (PIA), produit à l'origine par le Conseil de l'agenda arctique mondial du Forum économique mondial (WEF), et que le CEA héberge et promeut depuis 2017. Selon le PIA, lorsqu'elles investissent dans l'Arctique, les entreprises doivent suivre les six principes suivants :
- Construire des sociétés résilientes grâce au développement économique ;
- Respecter et inclure les communautés locales et les peuples autochtones ;
- Poursuivre les mesures de protection de l'environnement de l'Arctique ;
- Pratiquer un modèle d'entreprise responsable et transparent ;
- Consulter et intégrer la science et les connaissances écologiques traditionnelles ; et
- Renforcer la collaboration pan-arctique et le partage des meilleures pratiques[11].

### Stratégies arctiques faisant référence au CEA
Le CEA est mentionné dans plusieurs stratégies et livres blancs nationaux sur l'Arctique.
| Juridiction           | Dernière stratégie nationale Arctique |
| --------------------- | ------------------------------------- |
| Royaume-Uni           | 2023                                  |
| Inde                  | 2022                                  |
| France                | 2022                                  |
| Islande               | 2021                                  |
| Commission européenne | 2021                                  |
| Parlement européen    | 2021                                  |
| Finlande              | 2021                                  |
| Pays-Bas              | 2021                                  |
| Pologne               | 2021                                  |
| Russie                | 2020                                  |
| Suède                 | 2020                                  |
| Corée du Sud          | 2019                                  |
| Canada                | 2019                                  |
| Écosse                | 2019                                  |
| Royaume-Uni           | 2018                                  |
| Espagne               | 2016                                  |
| France                | 2016                                  |
| Japon                 | 2015                                  |